# Падане на Константинопол (1453)
Падането на Константинопол през 1453 г. (на турски: İstanbul'un Fethi; на гръцки: Άλωση της Κωνσταντινούπολης) е успешно нападение на османците за превземане на византийската столица Константинопол. Градът пада на 29 май 1453 г., тогава е кулминацията на 53-дневната обсада, която започва на 6 април 1453 г.
Атакуващата османска армия, която значително превъзхожда защитниците на Константинопол, е командвана от 21-годишния султан Мехмед II (по-късно наречен „Мехмед Завоевателя“), докато византийската армия е водена от император Константин XI Палеолог. След като завладява града, Мехмед II прави Константинопол новата османска столица, заменяйки Одрин (Адрианопол).
Превземането на Константинопол и падането на Византийската империя е вододел на Късното средновековие и се счита за края на средновековния период. Падането на града също е повратна точка във военната история. От древни времена градовете и замъците зависят от крепостните си стени, за да отблъснат нашествениците. Стените на Константинопол, особено Теодосиевите стени, са едни от най-модерните отбранителни системи в света. Тези укрепления са преодоляни с използването на барут, по-специално под формата на големи оръдия и бомбарди, предвещаващи промяна в обсадната война.

## Предистория
В края на XIV век формиращата се Османска империя установява контрол над значителни територии както в Мала Азия, така и на Балканския полуостров. Нейният възход е временно спрян от поражението им при Анкара и последвалите междуособици, но империята скоро се стабилизира. Към средата на XV век османският възход е ограничил някогашната Византийска империя до столицата Константинопол и няколко полунезависими владения в басейна на Егейско море, като императорите разчитат за сигурността си на дипломатически споразумения с османците и помощ от Западна Европа.
Още с идването си на власт в началото на 1451 година младият османски султан Мехмед II си поставя за цел да завземе Константинопол, който държи под постоянна заплаха връзките между европейските и азиатските владения на османците. По тази причина той бързо сключва тригодишен мирен договор с Унгария и потвърждава суверенитета си над Смедеревското деспотство и бейлика Караман.
Следващата стъпка на Мехмед е установяването на контрол над Проливите. За тази цел през лятото на 1452 година той изгражда на европейския бряг на Босфора новата крепост Румели Хисар, която, заедно със съществуващите османски укрепления на азиатския бряг, може да блокира движението през пролива. Така през есента той успешно е прекратил доставките на храни за Константинопол по море. По време на строежа 50-хилядна османска армия опустошава непосредствените околности на града, но след завършването на крепостта се оттегля. През есента е извършен и поход в Пелопонес, който трябва да неутрализира византийските владения там.

## Обсада на Константинопол
Същинската обсада на Константинопол започва на 5 април 1453 година, когато султан Мехмед II разполага войските си на две и половина мили от градските стени. Срещу османска армия, състояща се от близо 80 хил. души, император Константин XI Палеолог успява да събере около 7500 войници, от които близо половината са чужденци; византийците, враждебно отнасящи се към църковната уния, сключена от техните императори, не изпитват желание да воюват.
На 7 април османските войски се доближават на четвърт миля от стените и се разгръщат по цялата им дължина, като самият султан с еничарите установява лагера си в центъра срещу Романовата порта. На левия фланг към Златния рог са анадолските войски, а на десния към Мраморно море – румелийските, като сръбският контингент е разположен срещу Адрианополската порта. Османските войски се окопават и позиционират артилерията си, а сръбските сапьори започват да подкопават стените на града. На 12 април до града достига и османският флот, който хвърля котва срещу Долмабахче.
Османските сили започват да обстрелват крепостните стени, като първоначално не предприемат други маневри. През нощта на 18 април малък османски отряд напада стените и е отблъснат. На 20 април три генуезки и един византийски кораб успяват да пробият блокадата и влизат в константинополското пристанище, нанасяйки значителни щети на османския флот, в резултат на което неговият командващ Балтаоглу Сюлейман е лишен от постовете и имотите си. Този неуспех предизвиква брожения в османския лагер, където великият везир Чандарла Халил паша се противопоставя на обсадата и дори тайно саботира военните действия.
Следващият ход на султана е да отклони част от защитниците на градските стени към слабоукрепеното пристанище на Златния рог. Тъй като достъпът до Златния рог е блокиран от верига, преграждаща входа на залива, на 22 април той прехвърля 72 леки галери по суша през хълмовете над Галата. На 28 април и 3 май защитниците се опитват да нападнат османския флот в Златния рог, но подкрепян от артилерията на сушата, той отблъсква успешно атаките им.
На 7 и 12 май османски части от няколко десетки хиляди души правят първите сериозни опити за щурмуване на градските стени на Константинопол, но са отблъснати. През следващите дни артилерийският обстрел продължава, но защитниците разкриват и разрушават няколко тунела, прокопани под крепостните стени. Междувременно османците изграждат масивна обсадна кула, по-висока от стените, и започват строежа на понтонен мост от Галата към града.
Вътрешната съпротива срещу обсадата и слуховете за пристигащи венециански подкрепления и възможно унгарско нападение карат султана да бърза и той се решава на последен опит за завземане на града, обещавайки на войските разрешение да го разграбят. На 28 май започва подготовката за решителния щурм, като към стените на града са придвижени две хиляди стълби. Нападението започва три часа преди изгрев на 29 май, като няколко последователни вълни атакуват градските стени. Около изгрев е осъществен пробив през силно повредените от артилерията стени около Романовата порта. Раняването и оттеглянето на генуезкия военачалник Джовани Джустиниани окончателно разколебава защитниците.
Настъпилото объркване е използвано умело от султана, който хвърля нови и нови части срещу оставения без защита сектор. Императорът се опитва да запуши пробива и продължава храбро да се бие до сетния си дъх. В същото време в друг сектор, край Ксилопорта, османците успяват също да пробият и се оказват в тила на защитата. Това е краят на града. В превзетия Константинопол започват грабежи и убийства; над 30 хил. души са взети в плен. Султанът оставя хората си да плячкосват 3 дни града, в който смята да пренесе столицата си.

## Последици
Самият султан Мехмед II влиза в Константинопол на 30 май 1453 година. Малко по-късно на османците се предава и генуезката колония Галата, която успява да си издейства известна автономия. През юни султанът нарежда екзекуцията на великия везир Чандарла Халил и силно ограничава властта на рода Чандарла, който в продължение на десетилетия излъчва повечето османски велики везири.
Падането на Константинопол в 1453 г. и превръщането на главната катедрала на християнството Света София в джамия е краят на Византийската империя, условно приеман и за край на европейското Средновековие. Същата година пада и последният непокорен от турците град на днешната територия на България – Несебър.
Последните остатъци от някога великата империя – Морея и Трапезундската империя – попадат под турска власт съответно през 1460 и 1461 година.

## Памет
Константин XI Палеолог е канонизиран за светец. Според легендата Мехмед II предава тялото на оцелелите християни и им заповядва да го погребат подобаващо. Над неговия гроб е построена малката църква „Въведение Богородично“  в квартал Вефа при акведукта на Валент в Цариград. Маслото за кандилото непрестанно горящо над гроба е плащала султанската хазна от 1453 до 1923 г., когато Турция е провъзгласена за република. Мястото е дълбоко почитано от православните.